# Чаман (Совмее-Сара)
Чаман (перс. چمن) — село в Ірані, у дегестані Тагер-Ґураб, в Центральному бахші, шагрестані Совмее-Сара остану Ґілян. За даними перепису 2006 року, його населення становило 348 осіб, що проживали у складі 76 сімей.

## Клімат
Середня річна температура становить 13,98°C, середня максимальна – 27,91°C, а середня мінімальна – -1,46°C. Середня річна кількість опадів – 809 мм.
| Клімат поселення                              | Клімат поселення | Клімат поселення | Клімат поселення | Клімат поселення | Клімат поселення | Клімат поселення | Клімат поселення | Клімат поселення | Клімат поселення | Клімат поселення | Клімат поселення | Клімат поселення | Клімат поселення |
| Показник                                      | Січ.             | Лют.             | Бер.             | Квіт.            | Трав.            | Черв.            | Лип.             | Серп.            | Вер.             | Жовт.            | Лист.            | Груд.            |                  |
| Середній максимум, °C                         | 8,27             | 9,02             | 12,03            | 17,69            | 22,11            | 25,13            | 27,91            | 27,53            | 24,28            | 21,04            | 16,42            | 11,94            |                  |
| Середня температура, °C                       | 3,42             | 4,16             | 7,17             | 12,83            | 17,22            | 20,28            | 23,51            | 23,10            | 19,87            | 16,62            | 12,01            | 7,53             |                  |
| Середній мінімум, °C                          | −1,46            | −0,7             | 2,31             | 7,96             | 12,38            | 15,40            | 19,10            | 18,69            | 15,46            | 12,21            | 7,60             | 3,11             |                  |
| Норма опадів, мм                              | 84               | 67               | 69               | 53               | 38               | 24               | 13               | 36               | 80               | 120              | 101              | 124              |                  |
| Середньомісячна швидкість вітру, м/с          | 2.27             | 2.35             | 2.40             | 2.30             | 2.30             | 2.60             | 2.50             | 2.40             | 2.19             | 2.02             | 1.98             | 1.94             |                  |
| Середньомісячна сонячна радіація, кДж/м²·день | 6843             | 9087             | 11174            | 15869            | 20120            | 22853            | 23627            | 19972            | 16372            | 11153            | 8538             | 6610             |                  |
| --------------------------------------------- | ---------------- | ---------------- | ---------------- | ---------------- | ---------------- | ---------------- | ---------------- | ---------------- | ---------------- | ---------------- | ---------------- | ---------------- | ---------------- |
| Джерело:                                      |                  |                  |                  |                  |                  |                  |                  |                  |                  |                  |                  |                  |                  |